# Sanborn (Wisconsin)
Sanborn es un pueblo ubicado en el condado de Ashland en el estado estadounidense de Wisconsin. En el Censo de 2010 tenía una población de 1.331 habitantes y una densidad poblacional de 3,19 personas por km².

## Geografía
Sanborn se encuentra ubicado en las coordenadas 46°32′47″N 90°39′55″O / 46.54639, -90.66528. Según la Oficina del Censo de los Estados Unidos, Sanborn tiene una superficie total de 416.85 km², de la cual 406.87 km² corresponden a tierra firme y (2.4%) 9.98 km² es agua.

## Demografía
Según el censo de 2010, había 1.331 personas residiendo en Sanborn. La densidad de población era de 3,19 hab./km². De los 1.331 habitantes, Sanborn estaba compuesto por el 14.27% blancos, el 0.23% eran afroamericanos, el 80.24% eran amerindios, el 0% eran asiáticos, el 0% eran isleños del Pacífico, el 0.08% eran de otras razas y el 5.18% pertenecían a dos o más razas. Del total de la población el 5.11% eran hispanos o latinos de cualquier raza.